# KVK Waaslandia Burcht
Waaslandia Burcht was een Belgische voetbalclub uit Burcht in de gemeente Beveren-Kruibeke-Zwijndrecht. De club was aangesloten bij de KBVB met stamnummer 557. De club speelde in haar bestaan 17 seizoenen in de nationale reeksen, maar verdween in 2004.

## Geschiedenis
In 1920 werd FC Waeslandia Burcht opgericht. De naam verwees naar de gemeente Burcht en de regio Waasland. Enkele jaren later maakte men de overstap naar de Belgische Voetbalbond, waar men stamnummer 557 kreeg toegekend. De club speelde er de eerste decennia in de regionale en provinciale reeksen.
De club kreeg na 25 jaar koninklijk en werd KFC Waeslandia Burcht. In 1953 bereikte men voor het eerst de nationale bevorderingsreeksen of Vierde Klasse. Het eerste seizoen eindigde men er in de middenmoot, maar een jaar later slaagde men er in reekswinnaar te worden. Na twee jaar stootte de club zo in 1955 door naar Derde Klasse. Het zou voorlopig bij dit ene seizoen blijven, want Waeslandia eindigde het seizoen in Derde Klasse als allerlaatste en degradeerde weer.
Na een jaar in de middenmoot was KFC Waaslandia Burcht in 1958 weer de beste in zijn reeks in Vierde Klasse. Drie jaar na de vorige titel promoveerde Burcht zo opnieuw naar Derde Klasse. Ditmaal kon men zich daar wel langer handhaven. De eerste jaren eindigde de club telkens in de middenmoot, maar begin jaren 60 werden de resultaten minder. In 1962 en 1963 eindigde men maar net boven de degradatieplaats en in 1964 strandde men uiteindelijk afgetekend op de allerlaatste plaats. Na zes jaar Derde Klasse zakte de club terug naar Vierde.
De club bleef problemen kennen en ook in Vierde Klasse eindigde men meteen afgetekend op een laatste plaats op ruime afstand van de voorlaatste. Waaslandia zakte zo in 1965 meteen verder weg naar Eerste Provinciale, na 12 jaar nationaal voetbal. Na een seizoen in de provinciale reeksen keerde de club in 1966 toch terug in Vierde Klasse. Het eerste jaar eindigde men er nog in de middenmoot, maar in 1968 eindigde men weer onderaan, als op twee na laatste. Na twee jaar zakte men zo opnieuw naar de provinciale reeksen en ditmaal voor langere tijd.
De club bleef drie decennia in de provinciale reeksen spelen, waar men verder wegzakte. De naam werd gewijzigd in KVK Waaslandia Burcht. In 1998 promoveerde de club van Tweede naar Eerste Provinciale, waar men in 2001 de kampioenstitel vierde. Na 33 jaar provinciale voetbal keerde de club zo terug in de nationale Vierde Klasse. Waaslandia kon er zich een paar seizoenen handhaven, maar kreeg het daarna moeilijk. In 2003 werd men allerlaatste, met amper 4 punten. De ploeg had geen enkele competitiezege behaald en nauwelijks vier gelijke spelen. Na drie jaar zakte de club weer naar Eerste Provinciale. De club bleef ook daar sportieve en financiële problemen kennen en legde aan het begin van het seizoen 2004/05 de boeken neer. Stamnummer 557 werd definitief geschrapt.
Heel wat jeugdspelers kwamen zonder club te staan en onmiddellijk daarop werd een nieuwe club opgericht, Sporting Burcht FC, dat zich bij de KBVB aansloot met stamnummer 9465 en op het allerlaagste niveau, Vierde Provinciale, van start ging.